# تيمو ديكامب
تيمو ديكامب (بالفرنسية: Timo Descamps)‏ مواليد 27 مايو 1986 في أنتفيرب، بلجيكا. هو ممثل وممثل صوت بلجيكي، بدأ مسيرته الفنية عام 2004.

## الأعمال
- الأقدام المرحة
- ركوب الأمواج
- كيف تروض تنينك.

## روابط خارجية
- تيمو ديكامب على موقع IMDb (الإنجليزية)
- تيمو ديكامب على موقع ميوزك برينز (الإنجليزية)
- تيمو ديكامب على موقع ديسكوغز (الإنجليزية)
- تيمو ديكامب على موقع قاعدة بيانات الفيلم (الإنجليزية)